# Salto (Cap-Vert)
Pour les articles homonymes, voir Salto.
Salto est une localité de l'île de Fogo au Cap-Vert.

## Géographie
Salto est situé à 2 km au sud-ouest de Monte Largo et à 12 km au sud-est de São Filipe, la capitale de l'île
Salto une église remarquable et quelques petits commerces, mais aucun hébergement pour les touristes.
La plupart des habitants sont des agriculteurs qui cultivent des pommes de terre, des légumes et des papayes. Plusieurs champs sont irrigués au micro-irrigation.
De nombreux champs étaient entourés de murs en pierre pour les protéger de l'érosion.

## Population
En 2010, Salto comptait 116 habitants.

## Galerie

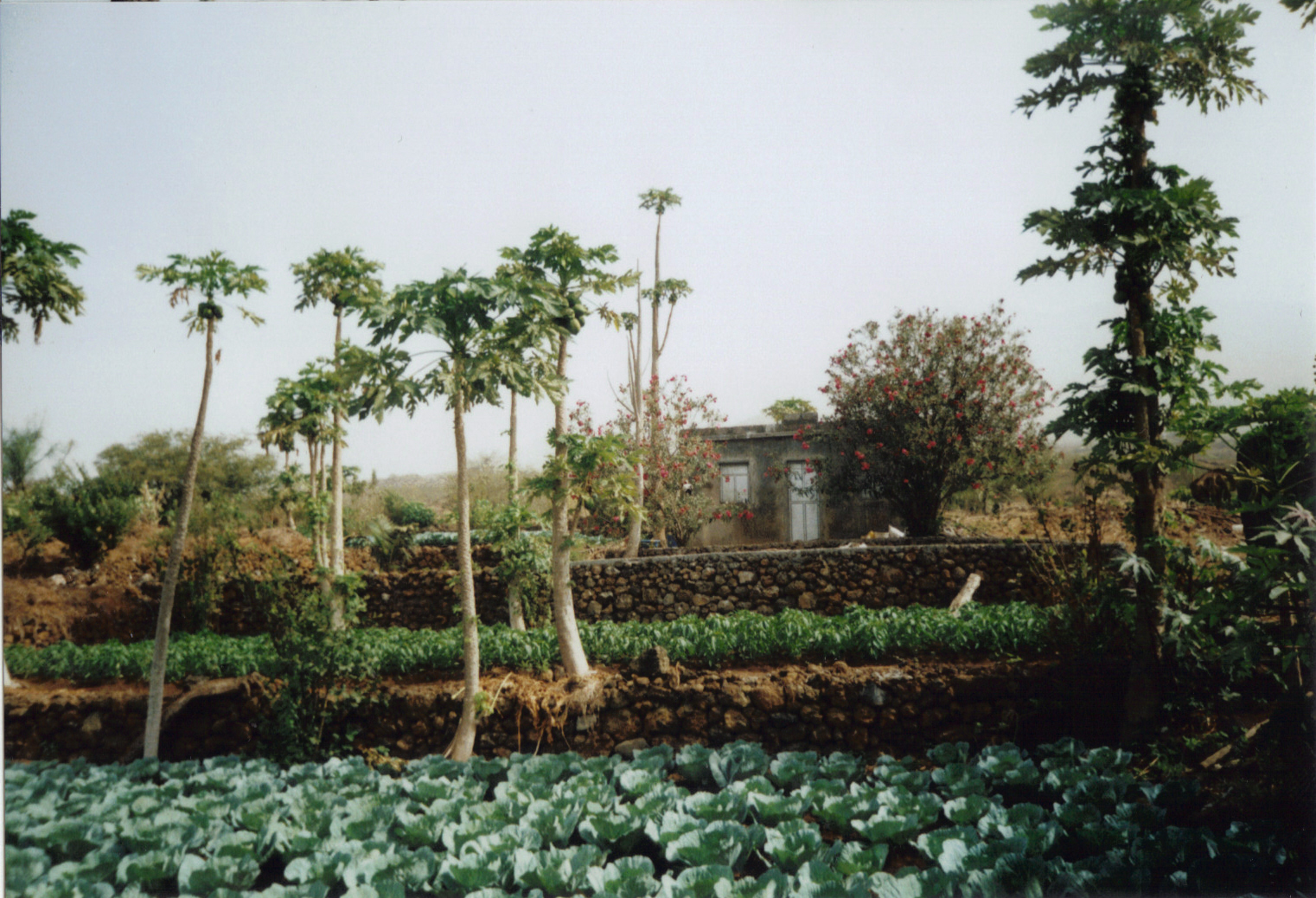
Ferme utilisant la micro-irrigation à Salto.
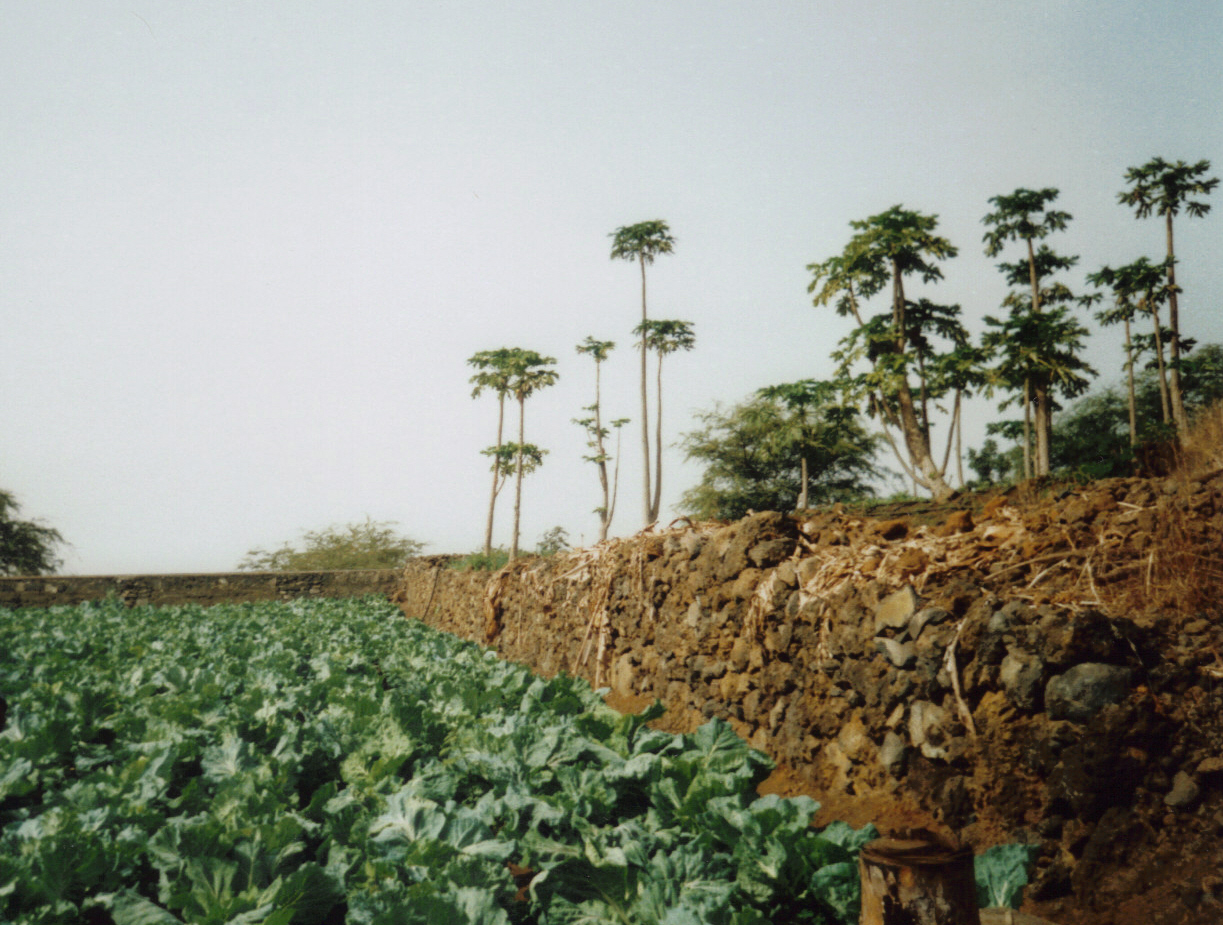
Champ micro-irrigé à Salto.